# Megaelosia
Megaelosia és un gènere de granotes de la família Leptodactylidae.

## Taxonomia
- Megaelosia apuana
- Megaelosia bocainensis
- Megaelosia boticariana
- Megaelosia goeldii
- Megaelosia lutzae
- Megaelosia massarti